# کاشاوا (کتاب)
کاشّاوا (به ژاپنی: 甲子夜話 かっしやわ)؛ این مجموعه مقالاتی است که توسط ماتسورا کیوشی (با نام مستعار ماتسورا سیزان)، نهمین فرمانروای قلمرو هیرادو در ولایت هیزن، در اواخر دوره ادو نوشته شده است.

## احتمال منشأ داستان ۱۳ آدم‌کش
داستان زیر در کتاب کاشاوا آمده است:
ماتسودایرا ناریکوتو، کوچک‌ترین و بیست و پنجمین پسر یازدهمین شوگون، توکوگاوا ایه‌ناری، و برادر ناتنی دوازدهمین شوگون، توکوگاوا ایه‌یوشی، توسط ماتسودایرا ناری‌تسوگو (松平斉韶)ja:松平斉韶، ارباب قلمرو آکاشی، به فرزندی پذیرفته شد و هشتمین ارباب قلمرو آکاشی شد. بر اساس مقاله معاصر «کوشی یاوا» (甲子夜話)، در حالی که ناریوشی در سفر سانکین کوتای (به معنای حضور متناوب) خود برای حضور در معبد، از قلمرو اُواری عبور می‌کرد، کودکی سه ساله از میان جمعیت عبور کرد، بنابراین ملازمانش کودک را گرفتند و او را به مهمانخانه اصلی و محل اقامت خود بردند. روستاییان به نزد نارینوبو رفتند و از او التماس کردند که جان کودک را ببخشد، اما او اجازه نداد و کودک را کشت. خاندان اُواری از این اقدام خشمگین شد و به ماتسودایرا ناریکوتو و افرادش اطلاع دادند که از این پس برای محافظت از آبروی رئیس توکوگاوا گوسانکه، از عبور قلمرو آکاشی از قلمرو خود خودداری خواهند کرد.
با این حال، هیچ ثبت و سابقه‌ای در دو قلمرو یا نزدیکی جاده برای تأیید این حادثه یافت نشده است. علاوه بر این، میتامورا انجیو ja:三田村鳶魚 در مقاله خود با عنوان منشأ دروازه آکامون دانشگاه امپراتوری می‌نویسد که پدر کودک کشته شده، که یک شکارچی بود، با اسلحه به ماتسودایرا ناریکوتو شلیک کرد و او را کشت. پایه و اساس تاریخی این داستان هم یافت نشده است.
این داستان بعداً در فیلم  ۱۳ آدم‌کش (فیلم ۱۹۶۳) اقتباس شد. در فیلم، ارباب قلمرو آکاشی به عنوان «ماتسودایرا ناری‌تسوگو» (松平斉韶)، برادر کوچکتر شوگون (همنام ارباب قبلی ناریکوتو) معرفی شد، اما در رمانی که بعداً منتشر شد، او «ماتسودایرا ناریکوتو» (松平斉宣) نامیده شد.